# Belejringen af Landskrona (1676)
Belejringen af Landskrona fandt sted i 1676, under den Skånske krig. Kort forinden var en dansk hærstyrke gået i land ved fiskerlejet Raa, syd for Helsingborg med det formål at erobre Skånelandende tilbage, efter at disse var gået tabt ved freden i Roskilde i 1658.

## Belejringen
Kort efter landgangen indtog den danske hær Helsingborg, og byens fæstning med dens besætning på 250 mand kapitulerede kort efter. Den svenske hær trak sig tilbage til Kristianstad og snart blev Landskrona indesluttet af danskerne der indledte en belejring. Efter en voldsom kamp blev byen erobret d. 11 juli, hvorimod den stærke fæstning, der på daværende tidspunkt var Skånes vigtigste og Nordens mest moderne, med 100 kanoner forblev på svenske hænder. Det danske belejringsartilleri begyndte at beskyde fæstningen, således at man kunne forberede et stormangreb, men før det kom så vidt overgav den svenske kommandant, Hieronymus Lindeberg, fæstningen.

## Efterspil
Svenskerne fik fri afmarch fra fæstningen, men fæstningens våben blev overgivet, og de overgivne skulle transporteres til Riga. Et stort forråd af mad, håndvåben, krudt og 120 kanoner blev dansk krigsbytte. Efter et par dages hvil brød den danske hær op og fortsatte felttoget med retning mod Kristianstad som blev belejret fra d. 10. august. Den svenske konge Karl 11. mente at overgivelsen af Landskrona var sket for let og lod kommandanten Hieronymus Lindeberg henrette for forræderi.